# Qaḑā' az̧ Z̧ulayl
Qaḑā' az̧ Z̧ulayl är en kommun i Jordanien.   Den ligger i guvernementet Zarqa, i den norra delen av landet, 40 km öster om huvudstaden Amman.